# Napier (Südafrika)
Napier ist eine Kleinstadt in der Lokalgemeinde Cape Agulhas im Distrikt Overberg der südafrikanischen Provinz Westkap. Die Stadt liegt 16 Kilometer westlich von Bredasdorp und 58 Kilometer südöstlich von Caledon in 111 Meter Höhe über dem Meeresspiegel.

## Geschichte
1833 beschloss die Niederländisch-reformierte Kirche in Swellendam, eine neue Gemeinde zu gründen, um die Bedürfnisse der Gemeindemitglieder zu erfüllen, die in den südlichen Bereichen der Kirchgemeinde lebten. Der Standort des Kirchenneubaus wurde heftig diskutiert. Eine Partei bevorzugte Breda und die Farm Langfontein, während die andere Partei die Farm Klipdrift vorschlug. Es konnte kein Kompromiss gefunden werden, und so entstanden fast gleichzeitig zwei neue Dörfer, nur 16 Kilometer voneinander entfernt.
Langfontein wurde für 850 Pfund gekauft und die ersten Siedlungsplätze im neuen Dorf Bredasdorp wurden am 16. Mai 1838 verkauft.
Die Farm Klipdrift wurde für 1000 Pfund gekauft, und die ersten Siedlungsplätze am 12. April 1838 verkauft. Am 6. März 1840 wurde das neu gegründete Dorf Napier, zu Ehren von Sir George Thomas Napier, Gouverneur der Kapkolonie von 1837 bis 1844, benannt.
Die Bevölkerung wuchs stetig an, von 448 Einwohnern (1875) über 539 Einwohner (1891) über 761 Einwohner (1904) auf über 4000 Einwohner.
2011 hatte der Ort 4214 Einwohner in 1337 Haushalten auf einer Fläche von 23,04 km².

## Sehenswürdigkeiten
- Die Niederländisch-reformierte Kirche und das Feeshuis wurden in Form eines griechischen Kreuzes gebaut. Das Feeshuis ist eines der ältesten Gebäude in Napier und wurde von 1810 bis 1820 als Sklavenquartier benutzt.
- Die größte Sonnenuhr in der Kapregion wurde 1965 durch Danie du Toit errichtet. Sie befindet sich in der Nähe des Gemeindebüros.
- Rose Boats & Toy Museum mit handgefertigtem Blechspielzeug